# Oie naine

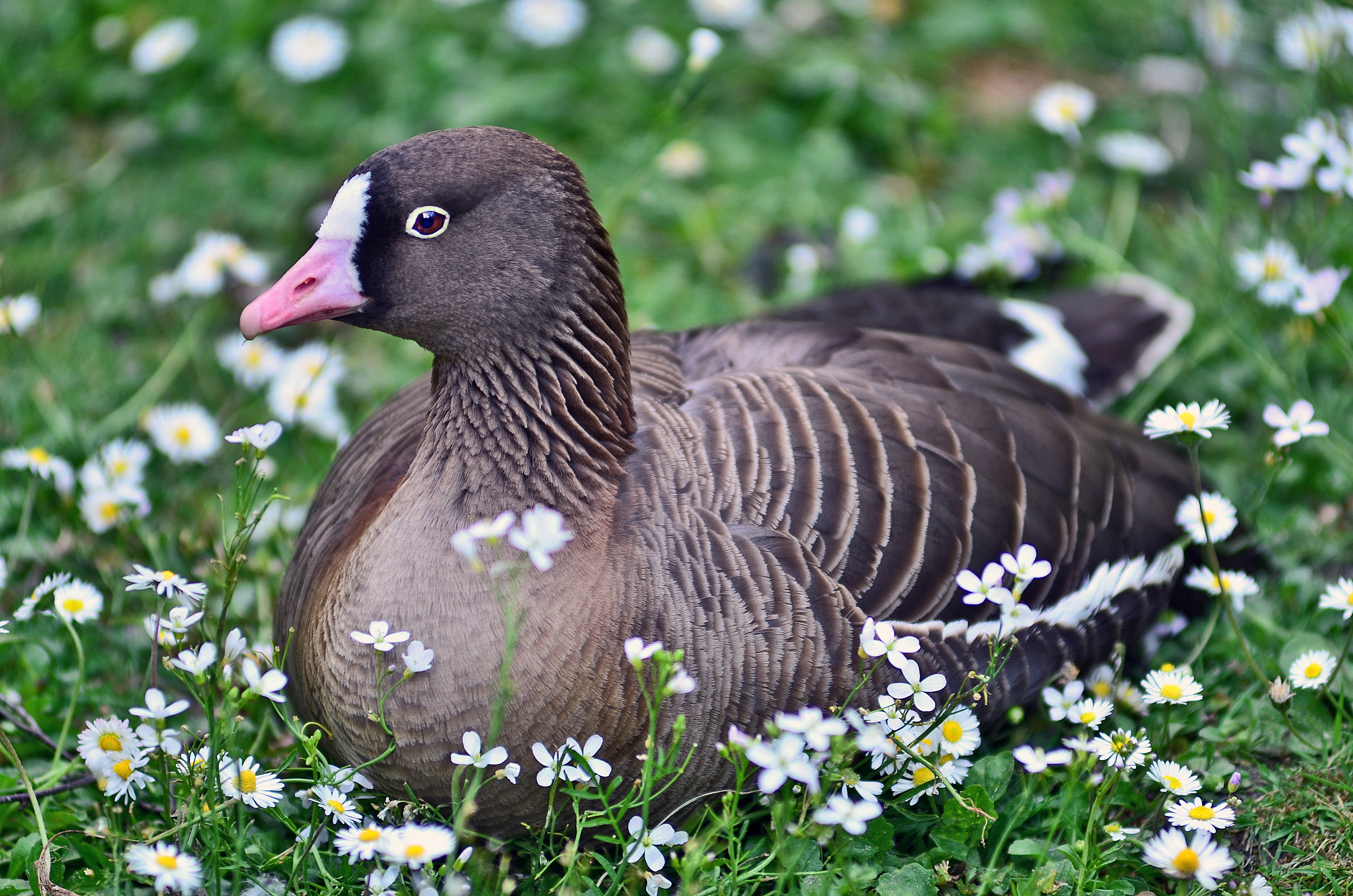
Une oie naine dans le parc des oiseaux Weltvogelpark Walsrode, Allemagne.

Anser erythropus
Espèce
Statut de conservation UICN

 VU A2bcd+3bcd+4bcd : Vulnérable
L'Oie naine (Anser erythropus) est une espèce d'oiseaux appartenant à la famille des Anatidae et à la sous-famille des Anserinae.

## Description
Mesurant entre 53 et 66 cm[réf. nécessaire] de longueur et de 115 à 135 cm d'envergure, elle ressemble en tous points à l'Oie rieuse si ce n'est sa petite taille, son bec rose, et son anneau oculaire jaune.

## Comportement
L'oie naine est une espèce sociable uniquement après la reproduction qui a lieu à partir du mois de mai. Le nid est généralement placé près de l'eau, sur un monticule de terre.
La migration débute au mois de septembre, les oiseaux arrivant sur leurs quartiers d'hiver entre octobre et décembre.

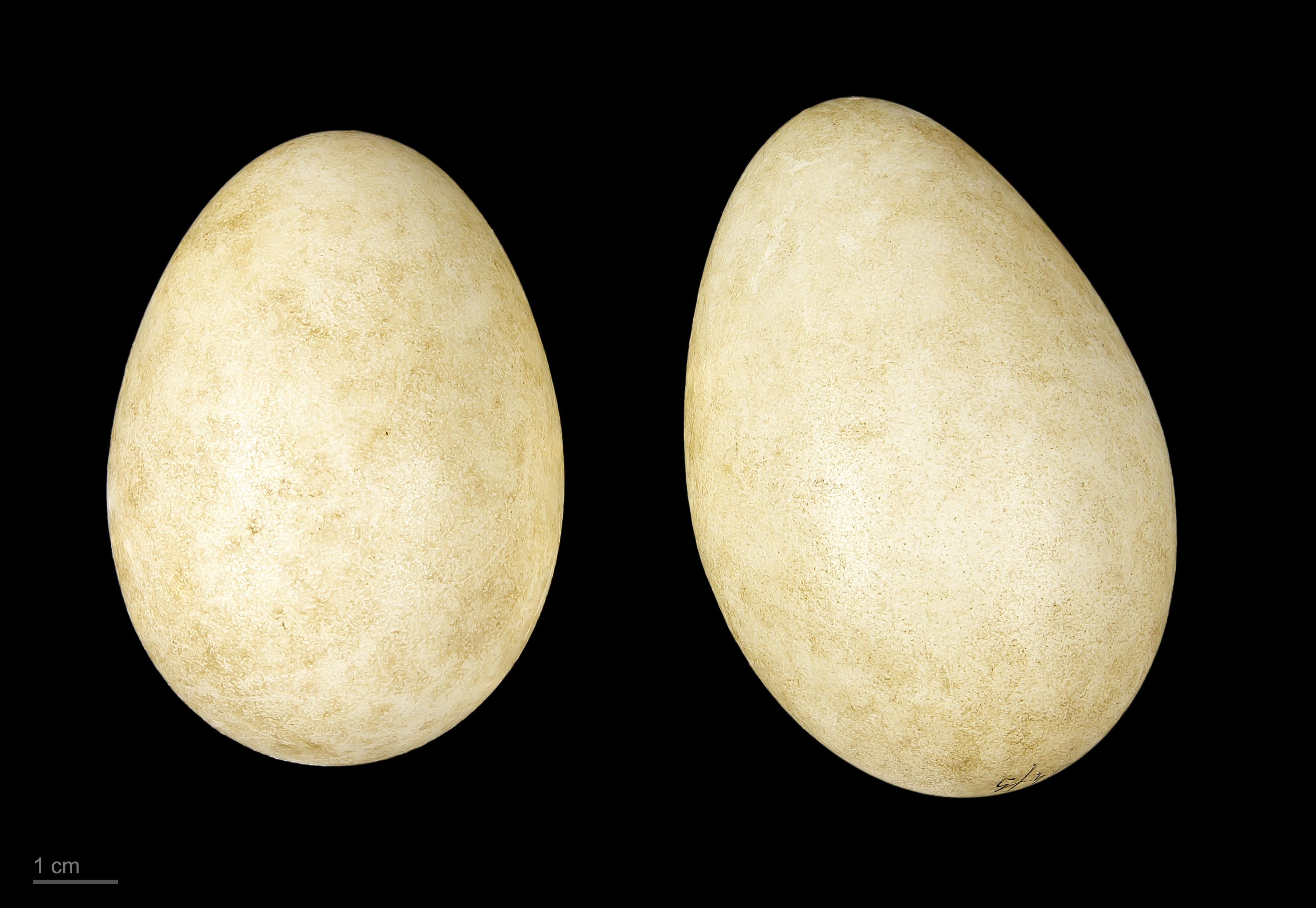
Anser erythropus - MHNT

## Répartition et habitat

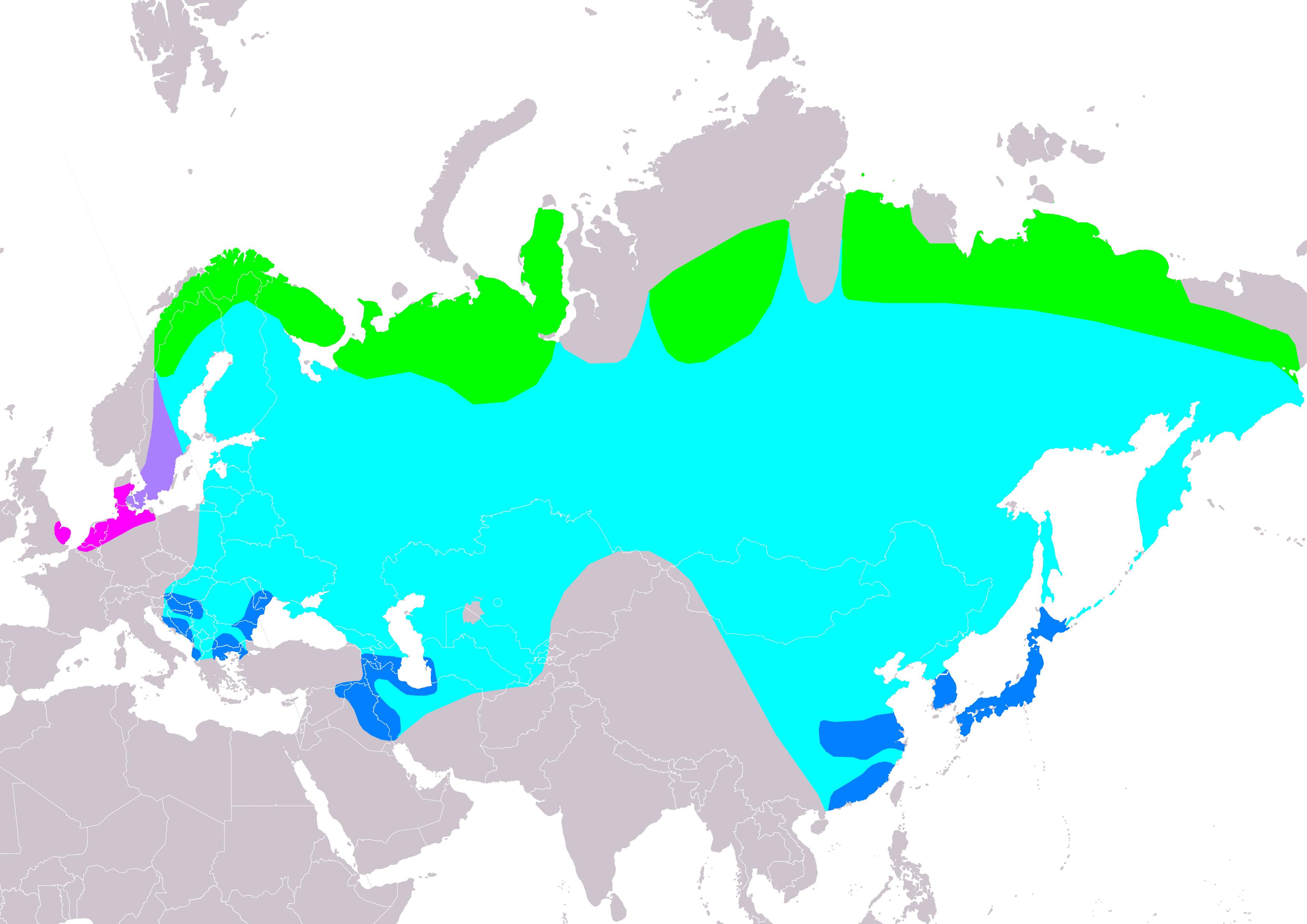

L'oie naine est un oiseau de la toundra et de la taïga. On la rencontre depuis la Scandinavie jusqu'en Sibérie. En hiver, elle migre vers les Balkans, la mer Caspienne ou le sud de la Chine, selon les populations.

## Populations
L'oie naine est une espèce menacée dont la population est comprise entre 25 000 et 30 000 individus[réf. nécessaire]. Elle souffre principalement de la chasse et du drainage des zones humides sur les lieux d'hivernage.

## Statut de protection
L'Association pour la Protection des Oiseaux Migrateurs animée par Christian Moullec, tente actuellement une expérience de réintroduction de l’oie naine en Europe, en collaboration avec des biologistes. Une première migration a été organisée en 1999 avec une trentaine d'oies entre le centre de la Suède et une réserve naturelle en Allemagne choisie comme lieu d'hivernage. Son objectif est de réintroduire 500 oiseaux. Christian Moullec est parfois surnommé l'homme qui vole avec les oies.